# Кубок СССР по хоккею с шайбой 1988
Двадцатый, последний розыгрыш Кубка СССР по хоккею с шайбой должен был пройти в рамках сезона 1986/1987, после семилетнего перерыва. Вовремя удалось провести лишь начальные стадии турнира. Полуфинальные и финальные матчи планировалось провести декабре, однако из-за плотного графика сборной (Приз «Известий», Кубок Калгари, Рандеву-87) они несколько раз переносились, и должны были пройти перед началом следующего сезона. Но из-за подготовки сборной к Кубку Канады были проведены только полуфиналы. В течение олимпийского сезона турниру снова не нашлось места, и финал состоялся только перед следующим сезоном. Таким образом соревнования продлились 2 года, и его игры относились к трём разным сезонам.

К участию были допущены команды высшей лиги и по 4 лучшие команды западной и восточной зон первой (все по итогам сезона 1985/86). Схема розыгрыша снова стала полностью кубковой, в 1/16 команды первой лиги встречались с 5-12 командами высшей, в 1/8 шла борьба за право сыграть в 1/4 с 1-4 командами прошлого сезона. Во второй раз в истории соревнований участники играли между собой несколько матчей – сначала по 2 игры (победитель определялся по разнице шайб, при равенстве шайб пробивались серии штрафных бросков) на своём и чужом поле (только в 1/4 2 команды первой лиги провели оба матча у себя дома), в финале изначально планировалось 3 игры, но в итоге было решено сыграть только одну.

## Список участников
| Команды высшей лиги | Команды первой лиги |
| --- | --- |
| - «Автомобилист» Свердловск - «Динамо» Москва - «Динамо» Рига - «Крылья Советов» Москва - «Сокол» Киев - «Спартак» Москва - «Торпедо» Горький - «Трактор» Челябинск - «Химик» Воскресенск - СК им. Салавата Юлаева Уфа - СКА Ленинград - ЦСКА | - «Динамо» Харьков - «Ижсталь» Устинов - «Кристалл» Саратов - «Сибирь» Новосибирск - «Торпедо» Тольятти - «Торпедо» Усть-Каменогорск - «Торпедо» Ярославль - СК им. Урицкого Казань |

## 1/16 финала
| 10.09.1986 | СК им. Урицкого Казань     | «Динамо» Рига              | 4:7 |
| 12.09.1986 | «Динамо» Рига              | СК им. Урицкого Казань     | 2:0 |
| 10.09.1986 | СКА Ленинград              | «Торпедо» Тольятти         | 4:4 |
| 12.09.1986 | «Торпедо» Тольятти         | СКА Ленинград              | 3:1 |
| 10.09.1986 | «Торпедо» Ярославль        | «Автомобилист» Свердловск  | 9:4 |
| 12.09.1986 | «Автомобилист» Свердловск  | «Торпедо» Ярославль        | 5:3 |
| 10.09.1986 | «Кристалл» Саратов         | «Трактор» Челябинск        | 2:1 |
| 12.09.1986 | «Трактор» Челябинск        | «Кристалл» Саратов         | 7:2 |
| 10.09.1986 | «Динамо» Харьков           | «Крылья Советов» Москва    | 5:3 |
| 12.09.1986 | «Крылья Советов» Москва    | «Динамо» Харьков           | 6:1 |
| 10.09.1986 | «Ижсталь» Устинов          | «Химик» Воскресенск        | 2:4 |
| 12.09.1986 | «Химик» Воскресенск        | «Ижсталь» Устинов          | 1:3 |
| 10.09.1986 | «Торпедо» Усть-Каменогорск | СК им. Салавата Юлаева Уфа | 6:3 |
| 12.09.1986 | СК им. Салавата Юлаева Уфа | «Торпедо» Усть-Каменогорск | 6:8 |
| 10.09.1986 | «Сибирь» Новосибирск       | «Торпедо» Горький          | 3:5 |
| 12.09.1986 | «Торпедо» Горький          | «Сибирь» Новосибирск       | 5:3 |

## 1/8 финала
| 30.10.1986 | «Торпедо» Ярославль        | «Торпедо» Тольятти         | 4:1 |
| 01.11.1986 | «Торпедо» Тольятти         | «Торпедо» Ярославль        | 2:5 |
| 30.10.1986 | «Крылья Советов» Москва    | «Трактор» Челябинск        | 1:3 |
| 01.11.1986 | «Трактор» Челябинск        | «Крылья Советов» Москва    | 3:2 |
| 30.10.1986 | «Торпедо» Усть-Каменогорск | «Химик» Воскресенск        | 7:3 |
| 01.11.1986 | «Химик» Воскресенск        | «Торпедо» Усть-Каменогорск | 3:3 |
| 30.10.1986 | «Динамо» Рига              | «Торпедо» Горький          | 6:7 |
| 01.11.1986 | «Торпедо» Горький          | «Динамо» Рига              | 4:3 |

## 1/4 финала
| 30.11.1986 | «Трактор» Челябинск        | «Сокол» Киев        | 2:3 |
| 02.12.1986 | «Сокол» Киев               | «Трактор» Челябинск | 6:3 |
| 01.12.1986 | «Торпедо» Ярославль        | ЦСКА                | 3:6 |
| 02.12.1986 | «Торпедо» Ярославль        | ЦСКА                | 2:8 |
| 01.12.1986 | «Торпедо» Усть-Каменогорск | «Спартак» Москва    | 5:7 |
| 02.12.1986 | «Торпедо» Усть-Каменогорск | «Спартак» Москва    | 4:5 |
| 01.12.1986 | «Торпедо» Горький          | «Динамо» Москва     | 4:5 |
| 03.12.1986 | «Динамо» Москва            | «Торпедо» Горький   | 6:3 |

## 1/2 финала
| 13.08.1987 | «Сокол» Киев    | ЦСКА             | 3:7 |
| 15.08.1987 | ЦСКА            | «Сокол» Киев     | 5:4 |
| 13.08.1987 | «Динамо» Москва | «Спартак» Москва | 2:1 |
| 15.08.1987 | «Динамо» Москва | «Спартак» Москва | 4:1 |

## Финал
| 30.08.1988 | ЦСКА | 3:2 (0:1, 0:1, 2:0, 1:0) | «Динамо» Москва | МСА «Лужники», Москва Зрителей: 9000 |

| Отчёт | Отчёт | Отчёт                                                   | Отчёт | Отчёт |  |
| --- | --- | ------------------------------------------------------- | --- | --- |  |
| | |                                                         | | |  |
| | Евгений Белошейкин | Вратари                                                 | Владимир Мышкин | Судья: Н.Морозов (Москва) Линейные судьи: М.Галиновский (Ленинград) И.Прусов (Москва) |  |
| | Голы: |                                                         | | Судья: Н.Морозов (Москва) Линейные судьи: М.Галиновский (Ленинград) И.Прусов (Москва) |  |
| Е.Давыдов 44' В.Крутов (С.Макаров, И.Ларионов) 58' С.Фёдоров 62' | 0:1 0:2 1:2 2:2 3:2 | 10' И.Дорофеев 34' В.Зубрильчев (А.Гальченюк, Г.Волгин) | | Судья: Н.Морозов (Москва) Линейные судьи: М.Галиновский (Ленинград) И.Прусов (Москва) |  |
| | |                                                         | | Судья: Н.Морозов (Москва) Линейные судьи: М.Галиновский (Ленинград) И.Прусов (Москва) |  |
| | |                                                         | | Судья: Н.Морозов (Москва) Линейные судьи: М.Галиновский (Ленинград) И.Прусов (Москва) |  |
| | |                                                         | | Судья: Н.Морозов (Москва) Линейные судьи: М.Галиновский (Ленинград) И.Прусов (Москва) |  |
| 6 мин | Штраф | 6 мин                                                   | | Судья: Н.Морозов (Москва) Линейные судьи: М.Галиновский (Ленинград) И.Прусов (Москва) |  |
| | |                                                         | | |  |
| | |                                                         | | |  |
| | |                                                         | | |  |
| | Виктор Тихонов | Тренер                                                  | Юрий Моисеев | |  |
| А.Касатонов - В.Фетисов, И.Кравчук - И.Стельнов, В.Малахов - С.Стариков, И.Малыхин - В.Константинов; С.Макаров - И.Ларионов - В.Крутов, А.Хомутов - И.Чибирев - В.Каменский, А.Могильный - С.Фёдоров - В.Зелепукин, Е.Давыдов - И.Вязьмикин - М.Васильев | А.Касатонов - В.Фетисов, И.Кравчук - И.Стельнов, В.Малахов - С.Стариков, И.Малыхин - В.Константинов; С.Макаров - И.Ларионов - В.Крутов, А.Хомутов - И.Чибирев - В.Каменский, А.Могильный - С.Фёдоров - В.Зелепукин, Е.Давыдов - И.Вязьмикин - М.Васильев | Состав                                                  | М.Татаринов - В.Первухин, Ю.Вожаков - А.Федотов, Е.Попихин - О.Микульчик; Н.Борщевский - А.Антипов - А.Ломакин, И.Дорофеев - А.Семак - Р.Хайдаров, С.Светлов - А.Семенов - С.Яшин, В.Зубрильчев - А.Гальченюк - Г.Волгин | М.Татаринов - В.Первухин, Ю.Вожаков - А.Федотов, Е.Попихин - О.Микульчик; Н.Борщевский - А.Антипов - А.Ломакин, И.Дорофеев - А.Семак - Р.Хайдаров, С.Светлов - А.Семенов - С.Яшин, В.Зубрильчев - А.Гальченюк - Г.Волгин |  |